# Mânzați, Vaslui
Mânzați este un sat în comuna Ibănești din județul Vaslui, Moldova, România.
Situat la 10 km de comuna Ibănești, satul a fost numit după cneazul Toader Mânzat, menționat în cronicile lui Ștefan cel Mare. 
Prima atestare documentară a localității datează din 24 Aprilie 1434, ceea ce face Mânzați una dintr-e cele mai vechi sate din comună. Atestarea a fost menționată într-un document care se află în Arhivele Centrale ale Statului la Varșovia într-o secțiune despre Moldova.
În 1889, pe unul dintre terenurile din apropierea satului, cercetătorul Grigore Ștefănescu a descoperit un schelet de mamut din specia Deinotherium gigantissimum. Specimenul aparține unui exemplar tânăr de 4.5 m înălțime și 3.5 m lungime. Acum este una dintre piesele valoroase ale Muzeului de Științe Naturale "Grigore Antipa" din București, montat de restauratorul belgian L. F. de Pauw. În 2005, terenul a fost desemnat un subiect paleontologic de interes național.

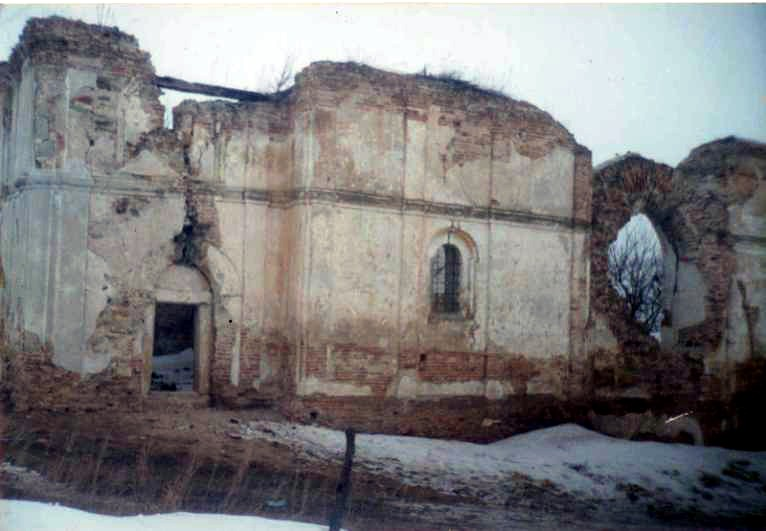
Ruinele bisericii Sfântului Ioan Botezătorul

Tot în Mânzați, se află ruinele unei biserici ortodoxe vechi de 3 secole. Ȋnființată pe data de 20 mai 1761, de către Ioan Paladi și soțiia sa, hramul bisericii este "Tăierea capului Sfântului Ioan Botezătorul". Inscripțiile pe pietrele de temelie sunt în chirilica. Ea a fost restaurată în 1910 și apoi ruinată după 1940.
În 1830, în locul acestui sit sa înființat, de către urmașul Constantin Paladi, și o școală pentru fii de săteni și preoți care a dăinuit cu dascălii din biserică până în 1865.
În prezent, o altă biserica și o școală a fost construită pe dealul opus sitului istoric.

## Personalități
- Stelian Baboi, scriitor, (n. 12 septembrie 1938, Mânzați, județul Tutova, actualmente Vaslui , d. 2004).